# Баден-Гохберг
Маркграфство Баден-Гохберг  (Баден-Хахберг) — историческое государство в составе Священной Римской империи, созданное при наследственном разделе маркграфства Баден, около 1212 года, и прекратившее самостоятельное существование в 1415 году.

## Исторический очерк
Маркграфство возникло путём раздела наследства умершего в 1190 году баденского маркграфа Германа IV между его сыновьями Генрихом I, для которого было выделено новое маркграфство с центром в замке Хахберг   (Гохберг) под (близ) Эммендингеном, и Германом V, унаследовавшим большую часть баденских владений и отцовский титул маркграфа веронского.
В течение XIII столетия Баден-Гохбергу, в первую очередь, удалось утвердить свою власть на территории между Шварцвальдом и Брайсгау в конкурентной борьбе против графов Фрайбурга.
В 1306 г., после смерти второго баден-гохбергского маркграфа Генриха II, маркграфство было, в свою очередь, разделено между его наследниками Генрихом III и Рудольфом, для которого из Баден-Гохберга было создано маркграфство Хахберг-Заузенберг. Генрих III получал тем самым Гохберг и город Эммендинген; в 1315 г. к ним добавились Шварценберг, и в XIV в. — владение Прехталь.
Отто II, перенявший в 1410 г. правление обременённым долгами маркграфством и не имевший потомства, начал поиск покупателя на свои земли, предложив их сначала своему кузену Рудольфу III из Заузенбергской линии. По совету последнего, Отто II обратился к своему ещё более дальнему родственнику Бернхарду Баденскому, с которым, в итоге, в 1415 г. и было подписано соглашение: за 80 000 рейнских гульденов Хахберг (вновь) становился частью Бадена.
Отто II, скончавшемуся в 1418 г., было оставлено пожизненное право использования замка Хёинген (Burg Höhingen); также до конца своих дней он носил титул маркграфа Хахбергского.

## Баден-Хахберг в конце XVI в
В XVI в. маркграфство Баден-Хахберг было вновь на короткий срок воссоздано (1584—1590) для Якоба III (1562—1590) из династии Баден-Дурлах, известного своим внезапным переходом из лютеранства в католичество, и тем самым спровоцировавшего ряд локальных конфликтов. После его внезапной смерти в 28-летнем возрасте, Баден-Хахберг был воссоединён с Баден-Дурлахом.

## Территории
(По состоянию на 1414 год)
- Владение Хахберг
- Эммендинген
- Зексау
- Подворье Брайтэбене (на территории современной общины Хофштеттен (Баден))
- Денцлинген
- Балинген (Кайзерштуль)
- Тенинген
- Фрайамт (Шварцвальд)
- Оттошванден (на территории общины Фрайамт (Шварцвальд))
- Вайсвайль
- Владение Прехталь (один из районов города Эльцах)
- Мундинген (район Эммендингена)
- Мальтердинген
- Айхштеттен (Кайзерштуль)
- Фогтсбург (Кайзерштуль)
- Бишоффинген (район города Фогтсбург (Кайзерштуль))
- Замок Хёинген (в деревне Ахкаррен города Фогтсбург (Кайзерштуль))
- Иринген

## Список правивших маркграфов Баден-Гохберга
- Генрих I (1190—1231)
- Генрих II (1232—1289)
- Генрих III (1290—1330)
- Генрих IV (1330—1369)
- Отто I (1369—1386)
- Иоганн (1386—1409), правил совместно со своим братом Хессо
- Хессо (1386—1410)
- Отто II (1410—1415)